# O-54 (Turkije)
De O-54 of Otoyol 54 (Autosnelweg 53) is een autosnelweg in Turkije. De autosnelweg is 32 kilometer lang en vormt de ringweg van de stad Gaziantep (Gaziantep Çevreyolu). De snelweg sluit aan op de O-52.
O-1 · 
O-2 · 
O-3 · 
O-4 · 
O-5 · 
O-6 · 
O-7 · 
O-20 · 
O-21 · 
O-21A · 
O-22 · 
O-30 · 
O-31 · 
O-32 · 
O-33 · 
O-50 · 
O-51 · 
O-52 · 
O-53 · 
O-54 · 
O-57